# 小槻広房
小槻 広房（おづき の ひろふさ）は、平安時代後期から鎌倉時代初期にかけての官人。左大史・小槻永業の子。官位は正五位下・玄蕃頭。永業の系統である大宮家の実質上の始祖とされる。

## 経歴
長寛2年（1164年）12月に父の小槻永業が病に伏し、その死の床で大夫史・算博士・大炊頭・佐渡国を知行するための文書などを譲られた。しかし、強行に進められたこの相続に対して、永業の弟・隆職が異議を挟む。結局、二条天皇の指示によって、翌長寛3年（1165年）正月に隆職が左大史（大夫史）に、広房が算博士に任ぜられた。この時点で、隆職は30歳、広房は17歳であったが、大夫史の地位を得るためには、それまでの経験を重視するのが当時の一般的な認識であったことから、13歳も年下の広房に不利であった。ここで小槻氏は大夫史を受け継ぐ隆職流（のち壬生流）と算博士を受け継ぐ広房流（のち大宮流）に分裂した。
仁安元年（1166年）に右大史となり、左大史・小槻隆職と相並ぶ。まもなく左大史に昇進するが、翌仁安2年（1167年）従五位下に叙爵して官史を辞任して弁官局を去り、嘉応元年（1169年）正月に史巡により尾張介に任ぜられた。同年8月に父生前の春日大社行幸の行事賞を代わりに受けて従五位上に、治承2年（1178年）には正五位下に昇進し、のち主税権助・日向守を歴任している。広房は官史を去った後も官中文書を手元に保有し続け、安元3年（1177年）に発生した安元の大火では、被災して多数の文書を焼失した隆職を横目に、広房の文書は難を逃れたという。また、元暦元年（1184年）後鳥羽天皇の即位に際して、広房は式場となった太政官を修造し成功の見返りとして日向守に任ぜられている。当時、源平の争乱により敗走する平氏が西国におり、西国に知行国を持つ公卿であっても当地に賦課をかけられない状況であった。このように、日向国の国司では直接の収益を得ることが難しいにもかかわらず、広房は太政官の修造を行っていることから、隆職が主催する家から自立して相当の財力を握っていたことが窺われる。
文治元年（1185年）12月に源義経による頼朝追討宣旨を巡って頼朝から糾弾された隆職が高階泰経らと共に失脚すると、代わって広房が左大史に任ぜられ大夫史の地位に就く。この処分に対して、隆職は官厨家便補保や官文書の引き渡しを拒むなど激しい抵抗を示したことから、翌文治2年（1186年）2月に広房は隆職の抵抗について内々に源頼朝に訴えている。しかし、広房が大夫史に就任してわずか2ヶ月足らずの短期間で、広房が鎌倉の頼朝との間で親密な伝達ルートを築いたとは考えにくい。鎌倉側には官史の経験者である問注所執事・三善康信がいたことから、既に広房と鎌倉側に何らかの関係があり、この大夫史の交替劇自体が広房自身あるいはその関係者によって仕掛けられた可能性も指摘されている。広房は九条兼実政権下にて活躍し隆職と共に記録所寄人となる。しかし、建久2年（1191年）に後白河法皇の意向によって隆職が大夫史への復任を許されると、広房の扱いが問題となる。大夫史の職掌を隆職と広房の両名に分掌させる案も出るが、前例を勘じて宣旨を下すという重要な任務や文殿の管理を二人に分散させることに諸卿は否定的であったとみられ、結局広房は大夫史を退き、翌建久3年（1192年）河内守に遷任された。
建久9年（1198年）隆職が危篤となると、その後任の左大史を巡って隆職の子・国宗と争うがこれに敗れる。以後、国宗は没するまで22年間その地位を占め、国宗の死によって広房の孫・季継（公尚の子）が左大史に任じられるまで、広房の系統に左大史の官職が戻る事は無かった。その後、記録所勾当・玄蕃頭を歴任した。建仁2年（1202年）出家して房蓮と号すが、同年6月15日卒去。

## 人物
吉田経房から作法礼節が叔父・小槻隆職に勝っていると評され、父・永業から後継者たるべく、幼いころから作法などもしっかり叩き込まれて育てられていたことが窺われる。隆職も「公人」としての広房の実力は認めざるを得なかったという。

## 官歴
- 長寛3年（1165年） 正月：算博士[1]
- 時期不詳：正六位上
- 仁安元年（1166年） 11月14日：右大史[13]
- 時期不詳：左大史
- 仁安2年（1167年）正月7日：従五位下[13]
- 嘉応元年（1169年） 正月11日：尾張介[13]。8月29日：従五位上（賀茂行幸行事賞）[13]
- 治承2年（1178年） 正月5日：正五位下[14]
- 時期不詳：主税権助
- 元暦元年（1184年） 7月28日：日向守[14]
- 文治元年（1185年） 12月29日：左大史[15]
- 文治2年（1186年） 5月10日：見修理左宮城判官左大史兼算博士[16]
- 建久2年（1191年） 5月2日：辞左大史[15]
- 建久3年（1192年） 7月12日：河内守[17]
- 建久4年（1193年） 4月12日：伊勢大神宮雑務評定寄人[18]
- 建久7年（1196年） 12月26日：辞河内守[19]
- 時期不詳：記録所勾当。玄蕃頭
- 建仁2年（1202年） 日付不詳：出家。6月15日：卒去[20]

## 系譜
『系図纂要』による。
- 父：小槻永業
- 生母不明の子女
  - 男子：小槻公尚（1168-1222） - 算博士
  - 男子：小槻康宣（?-1225）
  - 男子：小槻家遠（?-1266）